# William Hepworth Dixon
Pour les articles homonymes, voir Dixon.
William Hepworth Dixon, né le 30 juin 1821 à Ancoats un quartier de Manchester et mort le 26 décembre 1879 à Londres, est un historien et voyageur anglais.